# 李兆富
李兆富，香港政治評論員，香港《蘋果日報》專欄作家，筆名「利世民」，前蘋果社群資訊網行政總裁。畢業於密歇根大學，取得政治與經濟學士學位。
曾擔任前香港立法會議員夏佳理議員的助理，並於1999年代表自由黨參選香港區議會選舉，在銅鑼灣選區挑戰民主黨的謝永齡，但落敗。後創辦香港自由主義智庫組織「獅子山學會」。
2014年，創辦網上媒體《全民媒體》。到2020年《港區國安法》通過後，他接受學者沈旭暉訪問，表示已經離開香港，移居美國。

## 爭議
李兆富立場支持領展，多次撰文反駁政界對領展的批評。2017年11月23日，李兆富在《蘋果日報》專欄以「葉太好心放過阿帆」為題撰文，點名批評新民黨主席葉劉淑儀，道「近來葉太對領展窮追猛打，樂此不疲，完全代入直選議員的戲份」，又指行政會議2003年7月15日通過領匯上市，葉劉淑儀當時仍是行會成員，質疑葉劉淑儀應該清楚政府對領展的立場。
2017年12月6日，葉劉淑儀指控李兆富透過第三者「出言恐嚇」自己。她稱對方因自己經常在立法會及專欄批評領展，而透過新民黨政策總裁袁彌昌表示「叫葉劉好收手，再不收手就會『郁佢啲區議員』」。她聲稱手上有錄音證據，但隨後又指只是自己與袁彌昌的對話，目前不會公開，又稱不想麻煩警察，因此不會報警。  其後李兆富強調自己沒有出言恐嚇，認為事件是袁彌昌與葉太在溝通上有誤會。他承認過去曾替收錢領展做公共政策研究，但從來不會當說客， 又指現在和未來都不會與領展有任何關係，包括商業合作。
2017年12月7日，袁彌昌接受商台電話訪問時表示，對話當天李兆富並無用「郁、搞、收手」的字眼，又認為李兆富無惡意，大家沒有「hard feelings」。同時接受商台訪問的李兆富當日澄清，對話當天只是提出可作新民黨與領展高層之間的橋樑，協助雙方在地區事務上溝通，希望約袁彌昌飯局了解新民黨的立場。 外界猜測，葉劉淑儀今次高調處理事件，與3.11立法會補選戰有關，為其「愛將」陳家珮在港島區出選鋪路。葉劉淑儀接受傳媒查詢時強調今次事件與選舉無關。
2017年12月11日，李兆富入稟高等法院控告葉劉淑儀誹謗。及後葉劉淑儀向傳媒表示，自己已經與李兆富先生和解，然而因為保密原因她不能公開和解的條款。 

## 外部連結
- 利世民．文集（李兆富網誌）
- 李兆富報章專欄
- 社群網 （页面存档备份，存于）
- 全民媒體 （页面存档备份，存于）